# 希柏恩·麦克唐纳

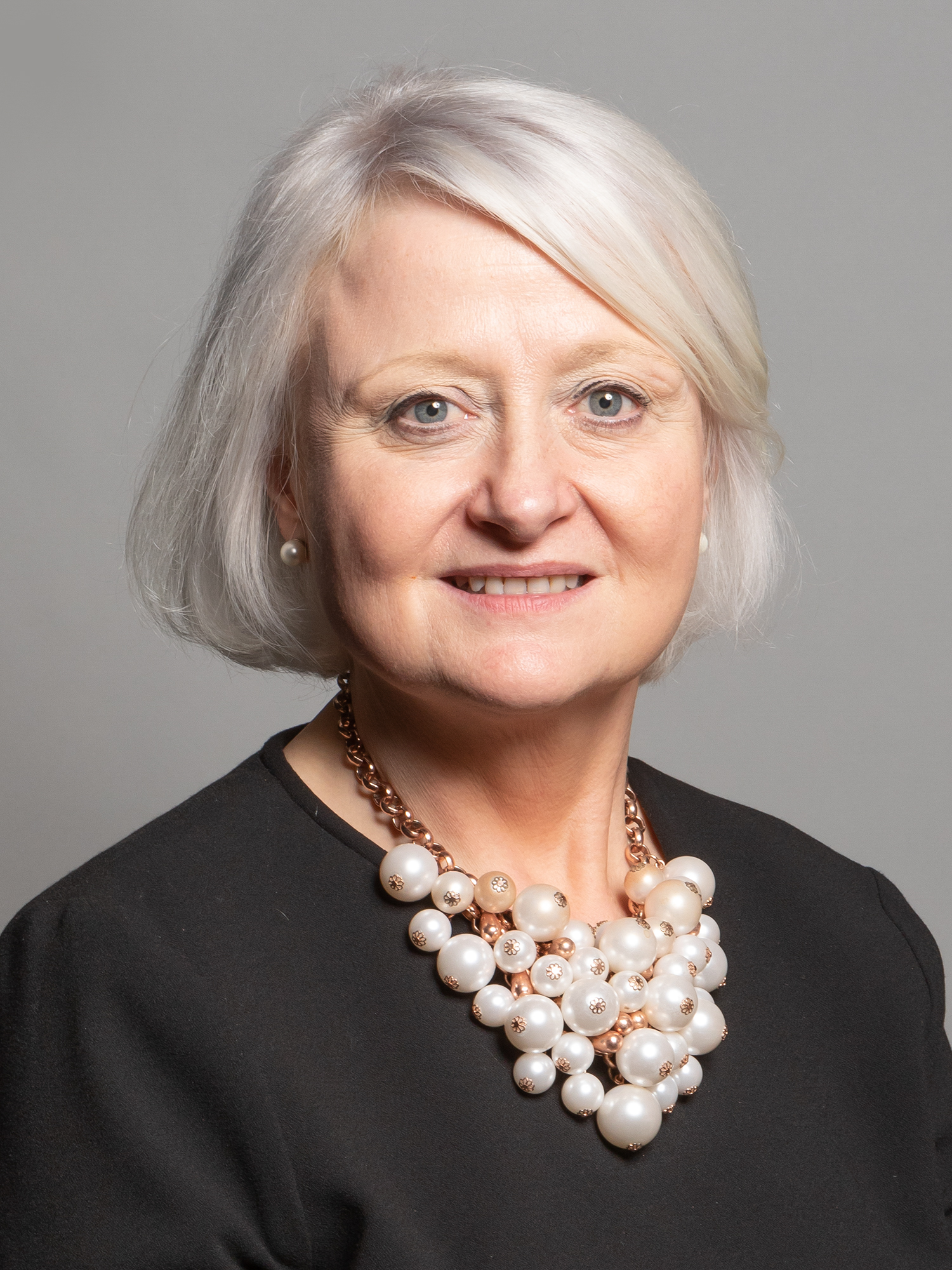

希柏恩·麦克唐纳女爵士，DBE（英語：Dame Siobhain McDonagh，1960年2月25日—）英国工党政治家，1997年英国大选以来担任米查姆和摩顿选区议员。

## 谴责中国政府
2020年9月8日，麦克唐纳协调英国议会包括英国保守党外交事务委员会主席托马斯·图根达特、自由民主党领袖爱德·戴维，以及英国绿党、苏格兰民族党和威尔士党在内130多名议员给中国驻英大使刘晓明写信，联名谴责中国政府针对新疆维吾尔穆斯林的行为。